# Бегущий человек (роман)
«Бегущий человек» (англ. The Running Man) — фантастический роман американского писателя Стивена Кинга с элементами триллера и психологической драмы. Был опубликован в 1982 году под псевдонимом Ричард Бахман.

## Сюжет
2025 год. Мировая экономика рухнула (валюта разделилась на «старобаксы» и «новобаксы»), а США стали тоталитарной антиутопией.
28-летний Бенджамин (Бен) Ричардс, обедневший житель города Кооп-Сити, никак не может найти работу, так как находится в «чёрном списке» по своей профессии; его 1,5-годовалая дочь Кэти больна гриппом и нуждается в лекарствах, а его жена Шейла прибегла к проституции, чтобы заработать деньги для семьи. В отчаянии Ричардс обращается в правительственную Free-V-корпорацию «The Network Games Building», которая транслирует игровые шоу с элементами насилия. После тщательного физического и психического тестирования Ричардс выбран для участия в самом популярном, прибыльном и опасном Free-V-шоу «Бегущий человек»; перед началом игры у него берёт интервью Дэн Киллиян (исполнительный продюсер шоу), во время которого описывает Ричардсу трудности, с которыми он столкнётся, как только начнётся игра.
Правила шоу «Бегущий человек» — Участник объявляется врагом государства и освобождается с 12-часовой форой перед тем, как «Охотники» (элитная команда киллеров, работающих по Сети), отправятся убивать его. Участник зарабатывает 100 «новобаксов» в час за то, что остаётся в живых и избегает поимки, дополнительные 100 «новобаксов» за каждого убитого им сотрудника полиции или «Охотника» и главный приз в размере 1 000 000 000 долларов, если он проживёт в течение 30 дней и не будет пойман. Зрители могут получить денежное вознаграждение за сообщение «Охотникам» о местонахождении Участника. Также Участнику дают 4800 «новобаксов» и карманную видеокамеру, прежде чем он покинет студию. После этого он может отправиться в любую точку мира, но при этом каждый день он должен снимать два видео-сообщения и отправлять их в «The Network Games Building» для трансляции; если он пренебрегает отправкой видео-сообщений, он будет задержан за невыполнение своего игрового контракта и перестанет накапливать призовые деньги, но охота на него будет продолжаться бесконечно. Киллиян говорит Ричардсу, что ни один игрок не прожил достаточно долго, чтобы претендовать на главный приз, и он не ожидает, что кто-либо когда-либо это сделает. Ричардс просто надеется, что протянет достаточно долго, чтобы обеспечить своими призовыми деньгами будущее Шейлы и Кэти.
В начале игры Ричардс, замаскировавшись и получив фальшивые документы на имя Джона Спрингера, отправляется сначала в Нью-Йорк, а затем в Бостон. В Бостоне его выслеживают «Охотники» и Ричардс чудом спасается, устроив взрыв в подвале здания YMCA, в результате которого погибают пятеро полицейских. Он убегает по канализационной трубе и оказывается в бедном гетто города, где находит убежище у Брэдли Трокмортона и его семьи. От Брэдли Ричардс узнаёт, что воздух сильно загрязнён, а городская бедность превратилась в постоянный низший класс; Брэдли также говорит, что Сеть существует только как пропагандистская машина для умиротворения и отвлечения общественности. Ричардс пытается включить эту информацию в свои видео-сообщения, но обнаруживает, что Сеть во время их трансляции по Free-V дублирует его голос непристойностями и угрозами.
Брэдли тайком проводит Ричардса через правительственный контрольно-пропускной пункт в Манчестер, где он маскируется под полуслепого священника Огдена Грасснера; также Брэдли снабжает Ричардса набором почтовых наклеек для его видеокассет, которые не позволят Сети отследить его по почтовым штемпелям. Проведя 3 дня в Манчестере, Ричардс узнаёт, что был убит ещё один участник шоу, и ему снится, что Брэдли был схвачен «Охотниками» и после пыток выдал его им. Затем Ричардс отправляется в Портленд на конспиративную квартиру к другу Брэдли, но его мать сообщает «Охотникам» местонахождение Ричардса. Когда полиция и «Охотники» приближаются к конспиративной квартире, Ричардс получает ранение, но ему удаётся сбежать, и он проводит ночь на заброшенной стройке. На следующее утро, договорившись отправить свои видеокассеты по почте, Ричардс угоняет автомобиль Амелии Уильямс и берет её в заложники. Предупредив СМИ о захвате заложника, он направляется в аэропорт Дерри. Полиция и «Охотники» противостоят Ричардсу, но он блефует, пробираясь мимо них и «Главного Охотника» (Эвана Маккоуна) на борт авиалайнера Lockheed GA/Superbird (внешне похожего на «локхид-тристар»; эта модель упоминается в романе), притворяясь, что у него при себе мощный заряд взрывчатки. К этому времени Ричардс побил рекорд выживания в шоу «Бегущий человек» — 8 дней и 5 часов.
Ричардс заставляет Маккоуна и Амелию также подняться на борт лайнера и приказывает пилотам лететь над густонаселенными районами на высоте 2000 футов, чтобы избежать попадания ракеты «земля-воздух». Однако Киллиян звонит Ричардсу на борт самолёта и сообщает ему, что он знает, что у Ричардса нет взрывчатки, поскольку системы безопасности аэропорта и самолёта обнаружили бы её и затем, к удивлению Ричардса, предлагает ему шанс стать «Главным Охотником» вместо Маккоуна. Ричардс не решается принять предложение, опасаясь, что может пострадать его семья, но затем Киллиян сообщает ему, что 10 дней назад Шейла и Кэти погибли — они были убиты злоумышленниками ещё за 2 дня до того, как Ричардс вступил в игру, и даёт ему некоторое время для принятия решения. Ричардс засыпает и видит во сне свою убитую семью и ужасное место преступления; после этого он перезванивает Киллияну и принимает предложение. Затем он убивает всех троих пилотов и Маккоуна, но получает смертельное огнестрельное ранение от последнего. Амелия при помощи Ричардса покидает лайнер, спрыгнув с парашютом (её дальнейшая судьба остаётся неизвестной), а сам Ричардс, используя последние силы, отключает автопилот, берёт управление самолётом и направляет его на окно кабинета Киллияна на 25-м этаже небоскрёба «The Network Games Building».
Роман заканчивается тем, что лайнер врезается в небоскрёб, Ричардс и Киллиян погибают, а шоу «Бегущий человек» приходит конец:

Чуть клюнув носом, «локхид» врезался в здание Сетевой Корпорации Игр на высоте двадцать пятого этажа. С заполненными на четверть баками. Со скоростью, превышающей пятьсот миль в час.
Прогремел невероятной силы взрыв, превратив ночь в день, словно гнев Господний, огненный дождь излился на двадцать прилегающих к Нетворк-геймс-билдинг кварталов.— Стивен Кинг (Ричард Бахман), «Бегущий человек». Перевод В. А. Вебера

## Создание романа
- Основную идею и сюжет для романа Кинг взял [источник?] из рассказа Роберта Шекли «Премия за риск» (англ. The Prize of Peril).
- В своих мемуарах «Как писать книги» Стивен Кинг признаётся, что роман был написан всего за 7 дней.

## Адаптации

### Экранизация 1987 года
В 1987 году на экраны вышел фильм «Бегущий человек» с Арнольдом Шварценеггером в главной роли. Однако эта экранизация весьма далека от сюжета романа и фактически является «фильмом по мотивам произведения», или ремейком фильма Ива Буассе «Цена риска», снятого в 1983 году по повести Роберта Шекли «Премия за риск».
В оригинальном сюжете романа гражданское общество США изображено не самым достойным, подчёркивается острое социальное неравенство и отсутствует традиционный для голливудского кино «хэппи-энд» (благополучная развязка сюжета). Потому фильм всего лишь заимствует из романа идею телешоу с охотой на людей и имя главного героя; правила шоу также изменены.

### Экранизация 2025 года
В феврале 2021 года стало известно, что киностудия «Paramount Pictures» снимет новую экранизацию романа «Бегущий человек». Режиссёром фильма выступит Эдгар Райт (снявший фильм «Малыш на драйве»), сценаристами — Майкл Бэколл и Эдгар Райт. Продюсером фильма выступит Саймон Кинберг. Главную роль (Бена Ричардса) сыграет Глен Пауэлл.